# Bowness, Alberta
Bowness är en stadsdel i Calgary i Kanada.   Den ligger i provinsen Alberta, cirka 7 km nordväst om centrala Calgary. Antalet invånare är 11 308.